# Qalantūn
Qalantūn (persiska: كلنتان, Kalentān, قلنتون) är en ort i Iran.   Den ligger i provinsen Hormozgan, i den sydöstra delen av landet, 1 100 km sydost om huvudstaden Teheran. Qalantūn ligger 34 meter över havet och antalet invånare är 456.
Terrängen runt Qalantūn är platt åt sydväst, men åt nordost är den kuperad.Runt Qalantūn är det ganska glesbefolkat, med 25 invånare per kvadratkilometer. Närmaste större samhälle är Mīnāb, 5,0 km öster om Qalantūn. Omgivningarna runt Qalantūn är i huvudsak ett öppet busklandskap.